# Egon Soda
Egon Soda és un grup de pop-rock indie de Barcelona, format inicialment per Ricky Falkner (veu i baix), Ferran Pontón (guitarra elèctrica) i Xavi Molero (bateria), els quals van decidir formar un projecte musical propi després de coincidir una llarga etapa tocant a diversos grups. Al cap d'un temps es van incorporar Josep Ma. Baldom i Pablo Garrido (guitarra elèctrica) i van adoptar el nom d'Egon Soda.
Després de dotze anys de treball, van editar, de la mà de Cydonia (Ramón Rodríguez), el seu primer LP amb nom homònim: Egon Soda (2008), que va tenir bona acollida per part del públic i de la premsa. Quasi cinc anys més tard, el grup torna el 2013 al mercat amb el seu segon i difícil disc El hambre, el enfado y la respuesta (Naïve, 2013), format per vint cançons banyades de folk i rock clàssic.

## Discogràfica
- Egon Soda (Cydonia, 2008)
- El hambre, el enfado y la respuesta (2003; Warner Music Spain, 2017)
- Dadnos precipicios (Warner, 2017)